# Paul Van Grembergen
Paul Adelin Camille Van Grembergen, né le 18 septembre 1937 à Eksaarde et mort le 4 juin 2016 à Ertvelde (Evergem), est un homme politique belge flamand, membre et Secrétaire général de la Volksunie; à sa dissolution, il passe à SPIRIT.

## Biographie
En mai 2001, il succède à Johan Sauwens comme ministre flamand.
Il est assistant social (SHISS, 1960); enseignant (1961-1974); officier de réserve.

## Carrière politique
- 1968 - 1974 : conseiller provincial de la Flandre-Orientale.
- 1970 - 1976 : échevin d'Ertvelde.
- 1974 - 1985 : député belge de la Volksunie
- 1977 - 1994 : conseiller communal d'Evergem
- 1985 - 1987 : sénateur belge
- 1987 - 1995 : député belge de la Volksunie
- 1995 - 2000 : premier échevin d'Evergem
- 1995 - 2001 : député flamand
- 2001 - 2006 : bourgmestre d'Evergem
- 2001 - 2002 : ministre flamand des affaires intérieures, du logement et de la fonction publique
- 2002 - 2004 : ministre flamand des affaires intérieures, du logement et de la fonction publique, culture et jeunesse